# 豫章书院修身教育专修学校
豫章书院修身教育专修学校是中國大陸江西省南昌市一間於2013年成立，用以接收管教存在叛逆行為的青少年的學校，其前身是2007年建立的一家名為「龍悔學校」的戒網癮學校和2011年年底成立的豫章书院德育学校，简称豫章书院。书院的公开资料顯示书院重点开设青少年修身科课程，但学生们認為讲授正式课程较少，礼仪训练较多。許多學生指控學校設有一系列體罰政策來管理學生，高压甚至将学生逼迫至自杀，这严重损害了他们的身心健康。此书院在經網路曝光後引發了輿論广泛关注。2017年底，該校已主动申请停止辦學。2019年，豫章书院再次在互联网引起广泛讨论。2020年7月，该校创始人吴军豹被法院认定构成非法拘禁罪，判处有期徒刑2年10个月。2021年1月，江西省南昌市中级人民法院以事实不清为由，撤销刑事附带民事判决，并发回重审。

## 成立背景
豫章书院成立的前身是2007年建立的一家名為“龙悔学校”的戒网瘾學校。2010年6月，吴军豹申请注册商标“豫章书院”。2011年年底，商標註冊成功，豫章书院德育学校在南昌市青山湖区罗家镇儒溪吴村正式成立，其师资主要来自龙悔学校。吴军豹对外宣称书院的成立，是歷史上豫章书院的“复学”，他希望“通过‘传统’的回归，唤醒社会风气的改良”，用国学启发“90后”“00后”。原南昌市市长李豆罗则为学校名誉校长，为书院背书。2013年5月16日，豫章书院修身教育学校在距离吴村不到10分钟路程的万村正式成立，其資歷為民办非学历教育机构，学生们則搬至新校区。2014年1月，書院增加了一般不良行为青少年转化的工作职能。同年2月23日，書院获得了江西省南昌市西湖区检察院未成年人观护帮教基地的挂牌，并成为江西省首家未成年人观护帮教基地暨集中營。

## 課程設置
根據书院的公开资料，书院重点开设青少年修身科课程，涉及书院历代学约、学训乃至养正、教女、训俗等经典学习。学生提供的教科书中有“教女遗规”、“修身科”、“心理禅”等书籍。但学生们認為“真正讲课比较少，一些坐姿、站姿等礼仪训练比较多。”此外，《中華人民共和國预防未成年人犯罪法》规定，工读学校应当加强法制教育的内容；不得体罚、虐待和歧视学生。但該校一名學生表示在里面“没有法制课”。

## 學校管理
曾在豫章书院担任老师和教官职务的周先生向《法制晚报》证实，新生在入学后，会被迫进入“烦闷室”（學生稱“小黑屋”）关足7天，在此期間，学生無法外出，一日三餐由工作人员送进去。書院的一名學生稱，煩悶室是一間“大概10多平的小黑屋，有些发霉的绿色军被，床旁边就是一个蹲坑”。豫章书院官方解释称其為“森田疗法”（森田疗法主张对精神病人隔离静养）。从烦闷室出来，新生就開始正常上课、生活。早晨五点半，学生们开始新的一天，他們先拜孔子、进行“晨仪”，再進行学习。晚上時，書院會進行考德，對大家的表现進行点评，犯错误者會受到體罰。學生依問題嚴重程度會遭到程度不一的體罰，有时是两戒尺，有时候则是“龙鞭”。多数学生确认“龙鞭”的材质是钢筋，亦有說法是玻璃钢，并有人晒出被打至紫黑色的臀部照片。然而书院的最高管理者吴军豹表示，“龙鞭”只是空心的管。學校有一套类似於中国古代行政监察制度的管理办法。不同管理级别的人有着不同的权限，还有一系列的处罚上报程序。學生伙食极为恶劣，除不能保证足够的蛋白质及其它营养外，甚至餐食鍋中混有杂物抹布，乃至食物中毒等事件也时有发生。除此之外，学生会有超负荷劳动，生存条件堪比集中营。
為了防止学生说出不利于学校的话，学生跟家人打电话時，都会有老师在旁边看着。学生为了能尽早出去，会竭尽全力地说书院的好话。同時，書院的一名學生表示，為了應付家长参观，學生必須“演”，來製造和谐的景象，學生如果不配合，就會挨打。而家长来问學校情況時，有學生也表示不敢说实情，怕是老师让家长来问的，從而遭受虐打。

## 学生自杀
因为在高压下，学生无力反抗，部分人绝望至自残、自杀。自残者往往招致鋼筋揮打的处罚。而由于金属器具的管制，大多数企图自杀者通过吞服牙膏或者洗衣液自杀。有的用一次性塑料杯不停割手自杀。然而校方在发现自杀并送至医院后，却不敢在病危通知书上签字承担责任，于是将学生带回书院，通过灌水催吐的粗糙方式洗胃，甚至洗至学生吐血。

## 停止辦學
- 2017年，在豫章书院充满赞扬的时候。某位“周同学”在百度贴吧和其他地方发表自己在豫章书院的经历，但却被删。并在七月时被“招摇诽谤”的名义立案调查。

- 10月16日，“周同学”在各方面碰壁后，找到知乎上的博主“温柔”并私信，加了QQ，聊了关于在豫章书院的事情。当日知乎用户“温柔”受从豫章书院“逃出来”的周同学启发发表帖子《中国到底有多少个杨永信》[14]，这也是第一篇关于豫章书院负面的文章。爆料南昌豫章书院修身教育专修学校存在问题后，豫章書院引发了輿論广泛关注。[6]之后豫章书院校长吴军豹找到了“温柔”并表示自己提供证据，希望对方删文章。在与其讨论的过程中，承认了多个事情，并让豫章书院的官方网站关闭了。

- 10月27日南昌市青山湖区有關部门调查表示，帖子反映的问题部分确实存在，並责成区教科体局对该校教育机构和相关责任人进行处罚。

- 10月28日微博用户“珊尼玛大王丶”发表了自己的经历[15]，取得较大反响，并引起新京报的注意[16]，此视频后来让多家包括央视在内的媒体转发。

- 10月30日，豫章书院执行山长吴军豹在朋友圈回应称：“全体师生于今日正式宣告彻底停用戒尺管教。”[6]之后《暴走大事件》的一位编辑找到了“温柔”并与其讨论。

- 11月2日，吴军豹建立媒体微信群，发布豫章书院申请停办的消息，称因“戒尺”等古代教育方法不能容于现行教育制度，另外，学生对象特殊，停止“戒尺”后会置老师于危险之地，豫章书院修身学校已于当天主动申请停办，待政府部门批准后，进行在校生逐步分流。[17]

- 11月3日，青山湖区教育科技体育局和青山湖区民政局发文核准该校注销申请、终止办学。当日CCTV13的《新闻1+1》栏目报道了豫章书院《问题少年怎该交给问题学校》[18]。

- 11月5日豫章书院开放日，新京报在腾讯新闻直播了当天过程，这也反映出尽管其中一些孩子的父母對送孩子來書院學習后悔不已[19]，但然而还有在内的家长拉横幅表示支持学校继续办学，支持学校渡过难关[2]。但被“温柔”在内的人质疑是“投股的、请来的托、豫章书院的工作人员”。

- 11月7日，南昌青山湖区委宣传部相关负责人表示，豫章书院办学资格已经注销。並根据有关规定，责令書院在一个月内妥善安置在校学生和老师，同時，負責人表示公安部门已介入此事[11]，然而并无后续回应[4]。并在当晚，豫章书院前信息办老师以及教官周文亮接受采访时称，自己在学院工作期间，除了用戒尺打过学生外，还亲眼见到有学生告状。

- 11月8日在《中国到底还有多少个杨永信》一文的12天后，原本正常开业的，六年时间敛财过亿的豫章书院主动申请了停办。但几个月之后，因为“证据不足”，没有对校长吴军豹作出逮捕决定，退回继续补充调查，之后两年，再无消息。

- 11月9日，“罗玮”前往青山湖区公安分局报案，控告豫章书院对其非法拘禁，要求警方立案侦查。

- 11月11日，暴走大事件报道并批评豫章书院事件[20]，这也就导致了后来的豫章书院的事情达到了高潮。

- 12月7日，南昌市公安局青山湖分局根据包括“罗玮”在内的多名遭受过伤害的学生的联合报案下，发出《立案报告书》。豫章书院被正式進行非法拘禁罪立案侦查。成为戒网瘾学校的第一案。[21]

- 2018年1月，央視專題調查報導豫章書院專修學校問題，並實地拍攝書院傳聞中的黑屋和餐廳、戒尺龍鞭等，司法專家於節目中表示其獲得的是國學補習班的辦學證書和行為不當青少年的矯正服務證書，其關押行為違反刑法，戒尺、龍鞭等毆打違反《未成年人保護法》，而其所謂日本森田疗法更是荒誕不經，張冠李戴，且該療法百年前被提出是針對精神病患，後來也證明無效，且書院沒有醫療資格證書。報導表示當地縣政府有疏於督導之責，核發辦學證書後就放任不管，未來社會上將成立第三方民間評價機構，對私人辦學進行民間檢查增強官方之外的第二股力量。[22]

## 后续事件
- 2018年5月，豫章书院事件主要举报人之一“子沐”自杀未遂。

- 2019年4月公司名由“豫章书院”变更为“堂渊文”。

- 由于朋友的自杀，知乎用户“温柔”于2019年10月5日再次发帖，曝光豫章书院的报复行为，引发社会关注。[23][需要非第一手來源]

- 10月24日，举报人“温柔”和一名志愿者却遭到了死亡威胁[24]。

- 10月25日，“温柔”在哔哩哔哩发布視頻《因为曝光豫章书院，我朋友被逼到自杀。》，讲到了他和一些志愿者曝光豫章书院与自己朋友自杀原因的经历，随后不久，该视频成了哔哩哔哩站內排行榜第一名，哔哩哔哩认证号“贵州共青团”、“浙江共青团”与“中国长安网”等均在评论区表示“会持续关注此事件，并将相关信息转交给相关部门。”[25][需要非第一手來源]

- 10月28日，新京报对该事件发表评论，并发表了一则视频，视频内容是对从豫章书院一名已毕业女学生的采访视频。且表示关注调查过程、结果以及处理结果的同时，也不能对后续事态的发展放松警惕。[26]

- 10月30日，天眼查通过官方微博发文质疑称，“这家17年11月声称申请关停的豫章书院 ，时至今日依然没被吊销，2019年4月其中一公司名由‘豫章书院’变更为‘堂渊文’，2019年3月，该公司依旧在申请‘豫章书院’的商标”[27]。

- 11月1日，原豫章书院山长吴军豹对界面新闻回应称，其从来没有授意谁去威胁过志愿者，并称其已心力憔悴，后面的事与其无关。[27]

随后，“温柔”继续发布与豫章书院相关的视频，并也在知乎再发文章揭露了豫章书院的幕后黑手，并回答与豫章书院有关的问题。同时，“温柔”继续向受害者提供帮助，并与交警等部门联系，参与草案的建设。
- “温柔”在视频“曝光豫章书院，我也受到了死亡威胁”中认为，戒网瘾已成畸形行业，学校门槛低，且具有极强的欺骗性，另外，他不愿接受国外记者采访，是为了避免损害中华人民共和国形象，以产生更大影响。文章中说“有几百名受害学生都能站出来亲身作证，自己是被豫章书院的人假冒警察抓进去的。我们还有亲身参与过冒充警察跨省抓人，但愿意站出来替我们作证的原豫章书院教官（非常感谢这位愿意冒着风险站出来的可敬的教官）。并且我们还拿到了他们当时冒充警察时用的假警察证。”[28]

- 2019年11月5日温柔发表视频《有人冒充我的名字来骗钱，居然还骗到了！？豫章书院事件意想不到的风波……》指出有人冒充他的名义行骗，而且怀疑有个意义不明的组织想要搅浑水。[29]
- 2020年12月18日温柔发表视频《救救孩子们！整理了三年证据，只为了揭露他们。》[30]表明了还有无数类似豫章书院的机构堂而皇之地开设并分布于中国大陆，并采取与家长合谋，用欺骗且违法的手段将受害学生抓进戒网瘾学校。
- 2020年12月19日温柔发表动态，表示收到业内人士提醒，据聊天记录显示温柔本人已经被盯上了。之后温柔在BiliBili所发表动态和视频中，冒出大量账号使用“温圣人”，“魏圣人”等词汇在评论区对温柔进行语言攻击。其中不乏账号自称“我是水军”，更有甚者，直接自称受自己吴军豹雇佣。[31]
- 2021年4月28日，子沐自杀離世。[32]

## 立案与审判
- 2019年11月12～13日，吴軍豹等5人先后接受公安机关接受调查供述。此案后由南昌市青山湖公安局分局侦查[33][34]。

- 2020年1月青山湖区人民检察院审查起诉[33]。

- 4月29日，南昌市青山湖区法院第一次通过网络视频的形式公开审理非法拘禁案[35][34]。

- 6月4日，受害人罗伟向南昌市青山湖区法院提交对吴军豹等人的附带民事诉状。6月9日，罗伟受另外一人委托，也提交了诉状[34][36]。其都要求吴军豹等人公开道歉、返还学费、赔偿医疗费、交通费及精神损失费等，均被吴军豹拒绝[33][36]。

- 7月3日，南昌市青山湖区法院二次公开审理非法拘禁案[36][34]。

- 7月7日，南昌市青山湖区人民法院一审公开宣判：以非法拘禁罪分别判处被告人吴某豹、任某强、张某、屈某宽、陈某5人有期徒刑两年十个月、两年七个月、一年十个月、十一个月、陈某免予刑事处罚[33][37]。而对于附带民事诉讼：因提供的证据不足以证明其事实主张，应承担不利的后果，对该诉讼请求，法院不予支持；其要求公开道歉、返还学费及赔偿精神损失费的诉讼请求，不属于法律规定的附带民事诉讼范围，故未予支持[33][35][36]。
- 2020年12月30日，南昌市中级法院作出刑事附带民事裁定，认定“原判事实不清”，将此案发回南昌市青山湖区法院重新审判。[38]
- 2021年3月24日，“豫章书院”非法拘禁案的被害人罗伟收到南昌市青山湖区人民法院寄送的改变管辖通知书。该通知书显示，该案已改由江西省萍乡市安源区人民法院审判。[39]
- 2023年3月31日，江西省萍乡市安源区人民法院重审豫章书院案。当天的重审中，检方做了补充起诉，在原来指控被告人非法拘禁12名学生的基础上，新增了7名被害人遭非法拘禁的指控内容。同时，检方还建议法院对吴军豹、任伟强进行5年的从业禁止，对张顺、屈文宽进行3年的从业禁止。在最后陈述阶段，5名被告人均表示认罪认罚，并现场道歉，但受害学生不接受被告人的道歉，称“永远无法原谅”。[40]
- 2023年4月28日，江西省萍乡市安源区人民法院对被告人吴军豹、任伟强、张顺、屈文宽、陈宾非法拘禁刑事附带民事诉讼案进行了一审公开宣判。法院决定在对被告人判处刑罚的同时对其适用从业禁止措施，遂对被告人吴军豹判处有期徒刑二年十个月、禁止从事教育相关职业五年；对被告人任伟强判处有期徒刑二年七个月、禁止从事教育相关职业五年；对被告人张顺判处有期徒刑一年十个月、禁止从事教育相关职业三年；对被告人屈文宽判处有期徒刑十一个月、禁止从事教育相关职业三年；对被告人陈宾免予刑事处罚。被告人吴军豹、任伟强、张顺、屈文宽、陈宾均表示服判不上诉；附带民事诉讼原告人周某某、赵某某当庭表示上诉，附带民事诉讼被告人曾某表示服判不上诉。法院依法对附带民事诉讼原告人的诉讼请求予以驳回。[41]

## 原址现状
2020年7月2日，新京报记者李阳探访该学校原址时发现该学校原址已被改建成一所美术培训机构，且被重新装修改造。后来该美术学院因不明原因倒闭，目前原址已荒废，疑似改建成一家废品收购站。

## 外部連結
- 豫章书院官网頁庫存檔